# Koolkerke
Koolkerke is een plaats in de Belgische provincie West-Vlaanderen en sinds 1 januari 1971 een deelgemeente van de provinciehoofdstad Brugge. Het heeft een oppervlakte van 4,17 km² en telt 3.361 inwoners (2014). Koolkerke ligt ten noordoosten van de Brugse binnenstad en raakt er door moderne woonwijken en lintbebouwing steeds verder mee vergroeid.

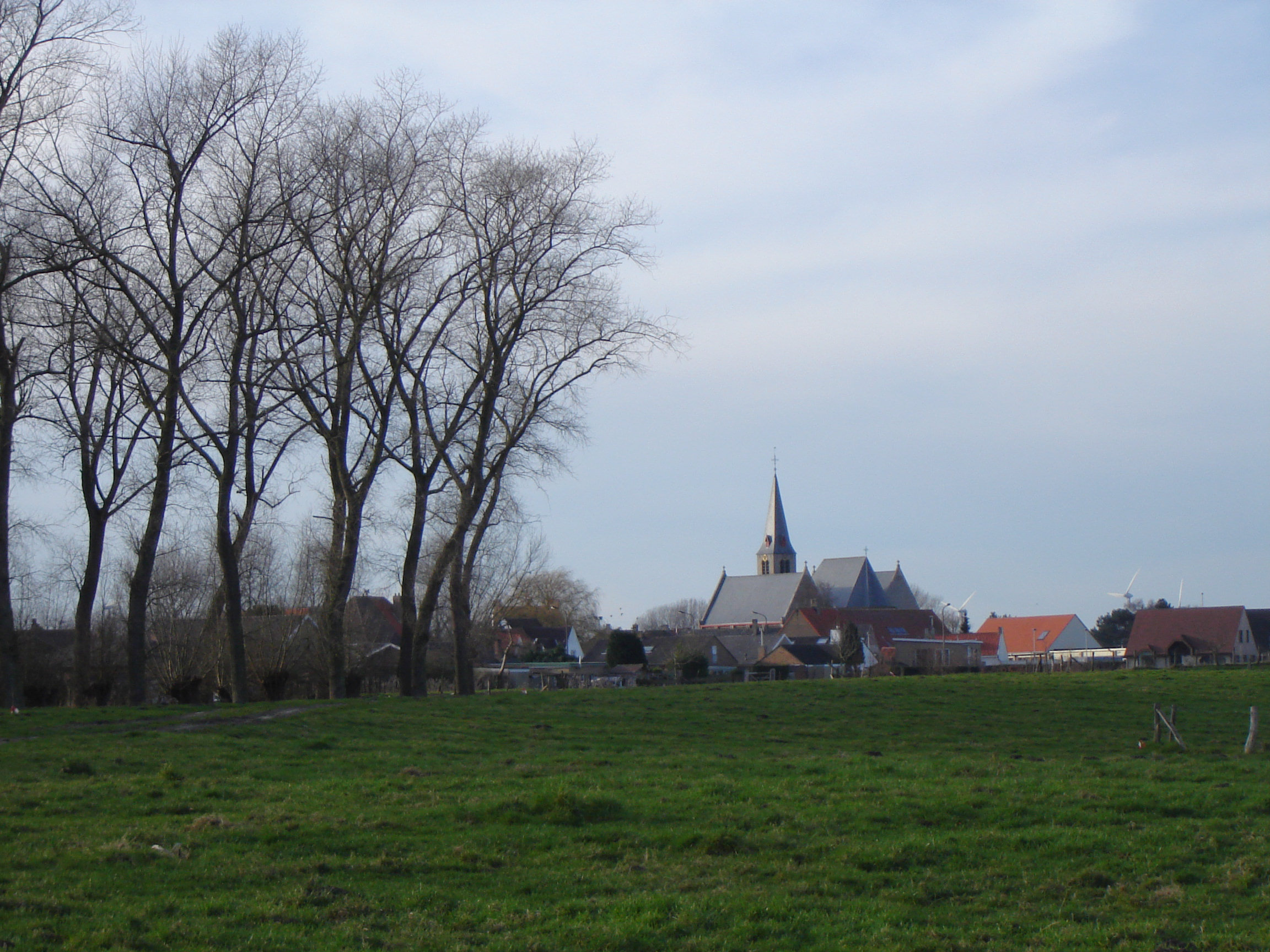
Zicht op Koolkerke, met centraal de Sint-Niklaaskerk en op de achtergrond de windmolens in het Brugse binnenhavengebied.

## Geschiedenis
Hoewel er Romeinse overblijfselen gevonden zijn is er pas vanaf de 12e eeuw sprake van Koolkerke als dorp. De naam "Coolkercke" werd voor het eerst vermeld in 1243. De parochie zou in de 12e eeuw ontstaan zijn en was afhankelijk van de Onze-Lieve-Vrouweparochie te Brugge en, na de afsplitsing van de Brugse Sint-Gillisparochie, werd ze afhankelijk van deze parochie. Pas in de Franse tijd (1794) werd Koolkerke een aparte parochie.
Vanaf de 9e eeuw liep het Oude Zwin langs het dorp, een gekanaliseerde getijdengeul die scheepvaart naar Brugge mogelijk maakte. In 1134 ontstond het Zwin als gevolg van een springvloed. Het belang van het Oude Zwin werd minder maar, na verzanding van het Zwin, werd het Oude Zwin tussen 1548 en 1567 opnieuw uitgegraven. Doch ook dit verzandde en Brugge trachtte een verbinding met zee te creëren door het Kanaal Brugge-Oostende (1618-1623) te graven. In 1664 kwam de Handelskom tot stand en deze werd verdedigd door het Fort Lapin. Het Fort van Beieren werd in 1703, tijdens de Spaanse Successieoorlog eveneens in de omgeving van Koolkerke aangelegd.
Omstreeks 1900 werden, in samenhang met het graven van het Kanaal Brugge-Zeebrugge, de Brugse havenbekkens aangelegd. Er kwam daar industriële activiteit en dit leidde tot groei van Koolkerke en de ontwikkeling, ten zuiden daarvan, van de Brugse Sint-Jozefwijk.
In 1914 werd het havengebied bezet door de Duitsers, welke de haven, toen ze zich in oktober 1918 terugtrokken, geheel verwoestten.

## Bezienswaardigheden
- de Sint-Niklaaskerk dateert van 1860 maar heeft delen van de 14e eeuw. De eerste kerk was rond 1150 gebouwd.
- de pastorij
- enkele oude hoeves
- het kasteel Ten Berghe en het kasteel de Groene Poorte
- het Fort Van Beieren
- de Ter Pannemolen, een molenrestant

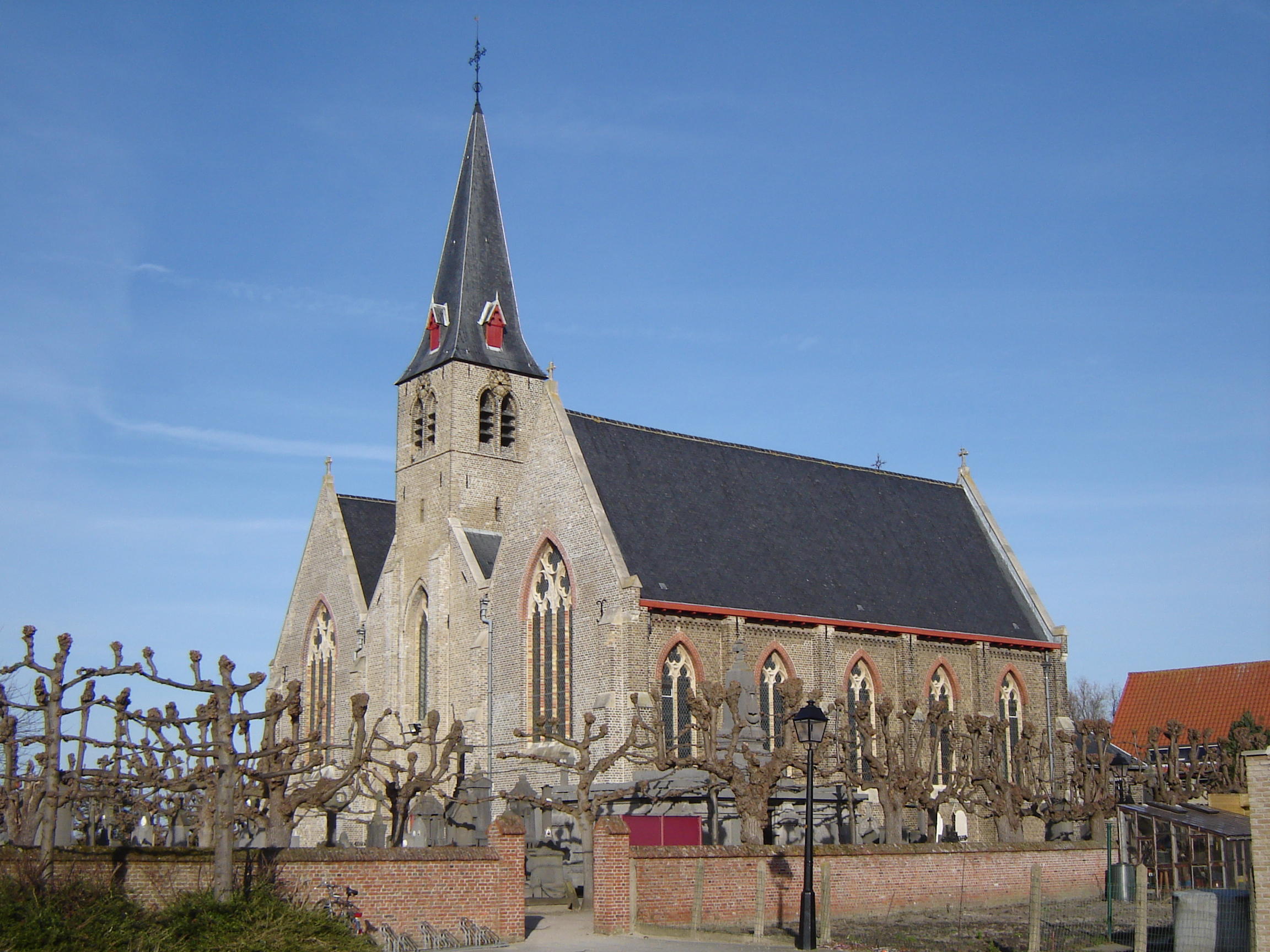
Sint-Niklaaskerk
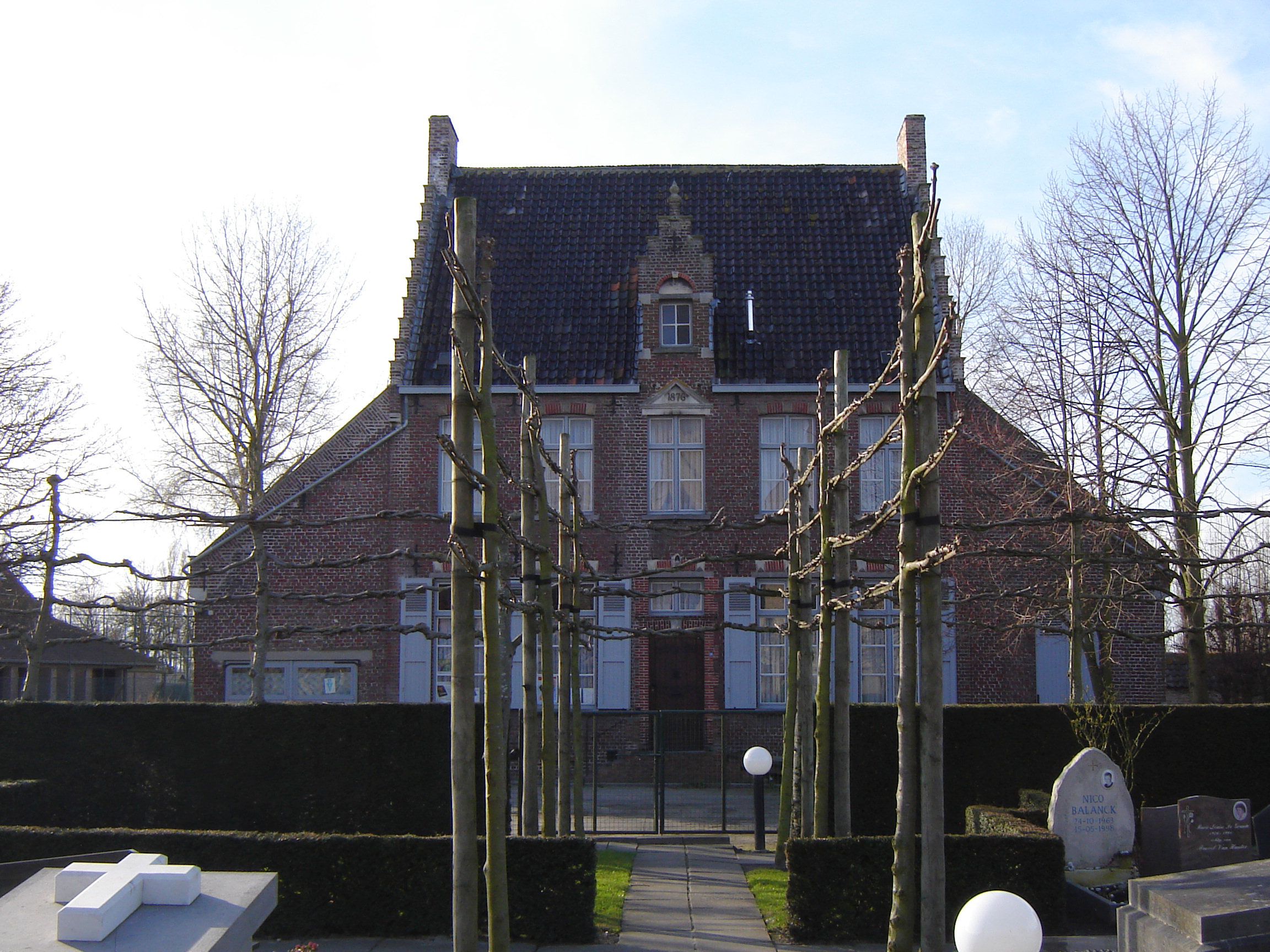
Pastorie
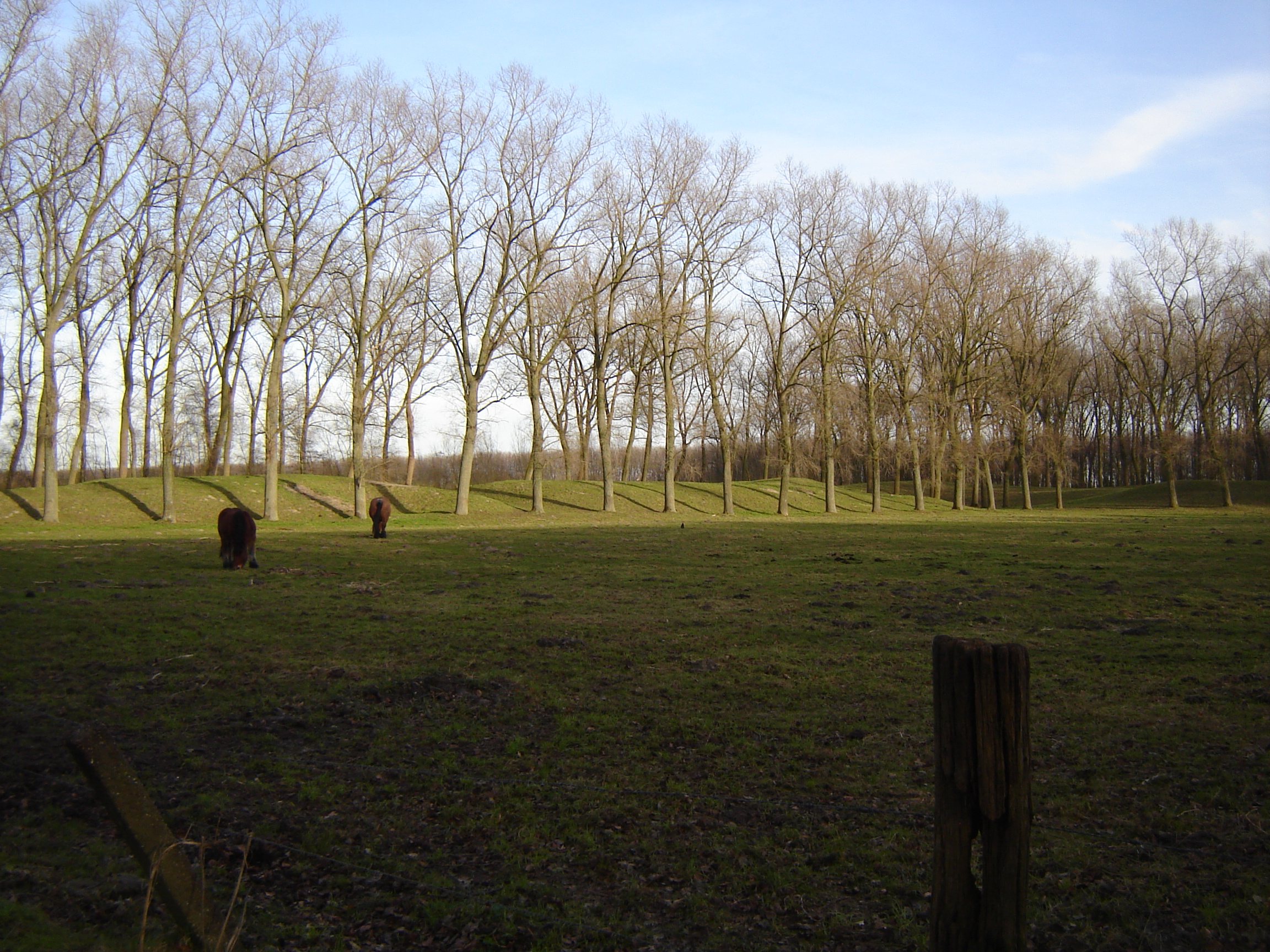
Fort van Beieren
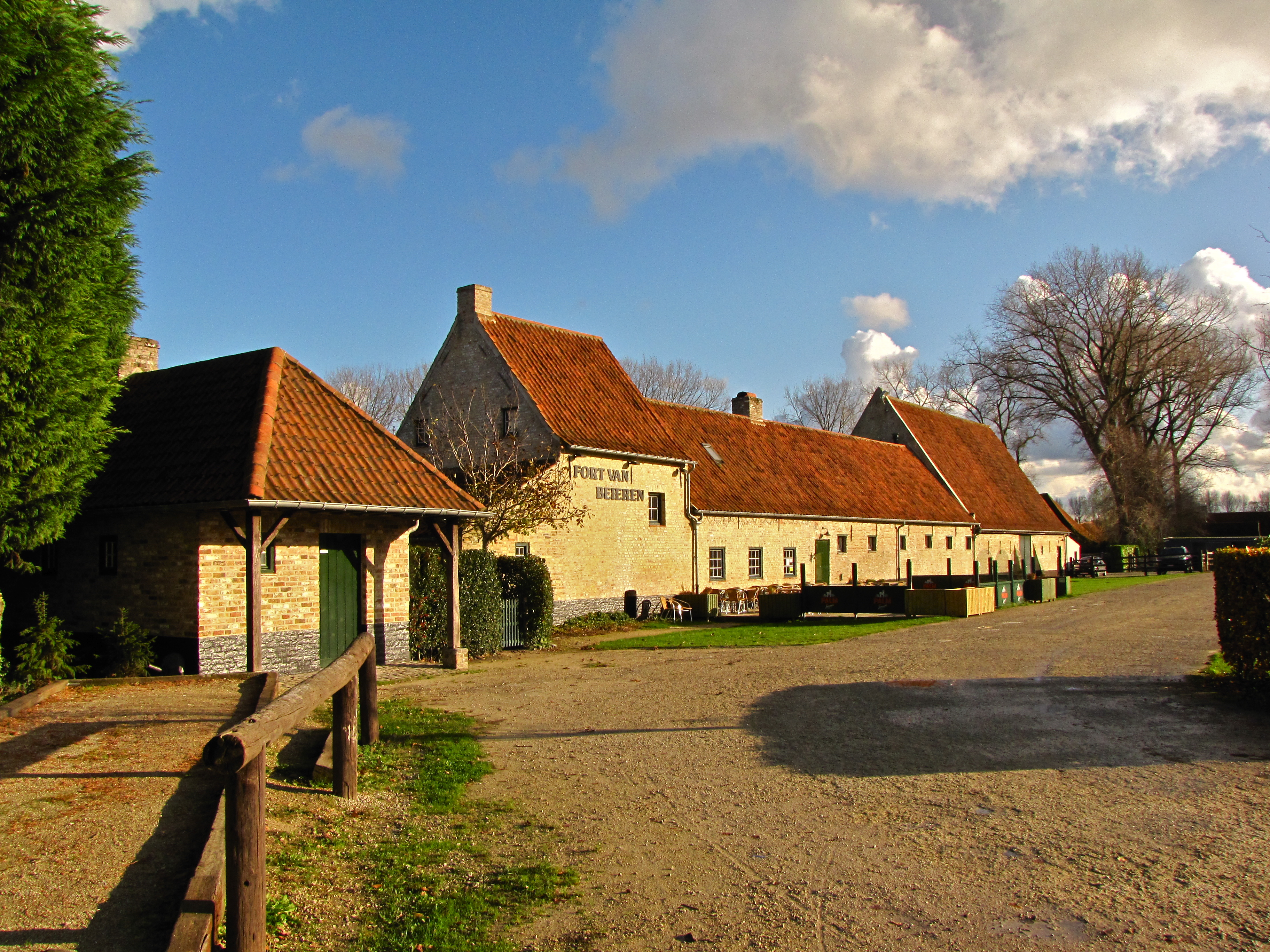
Hoeve Fort van Beieren
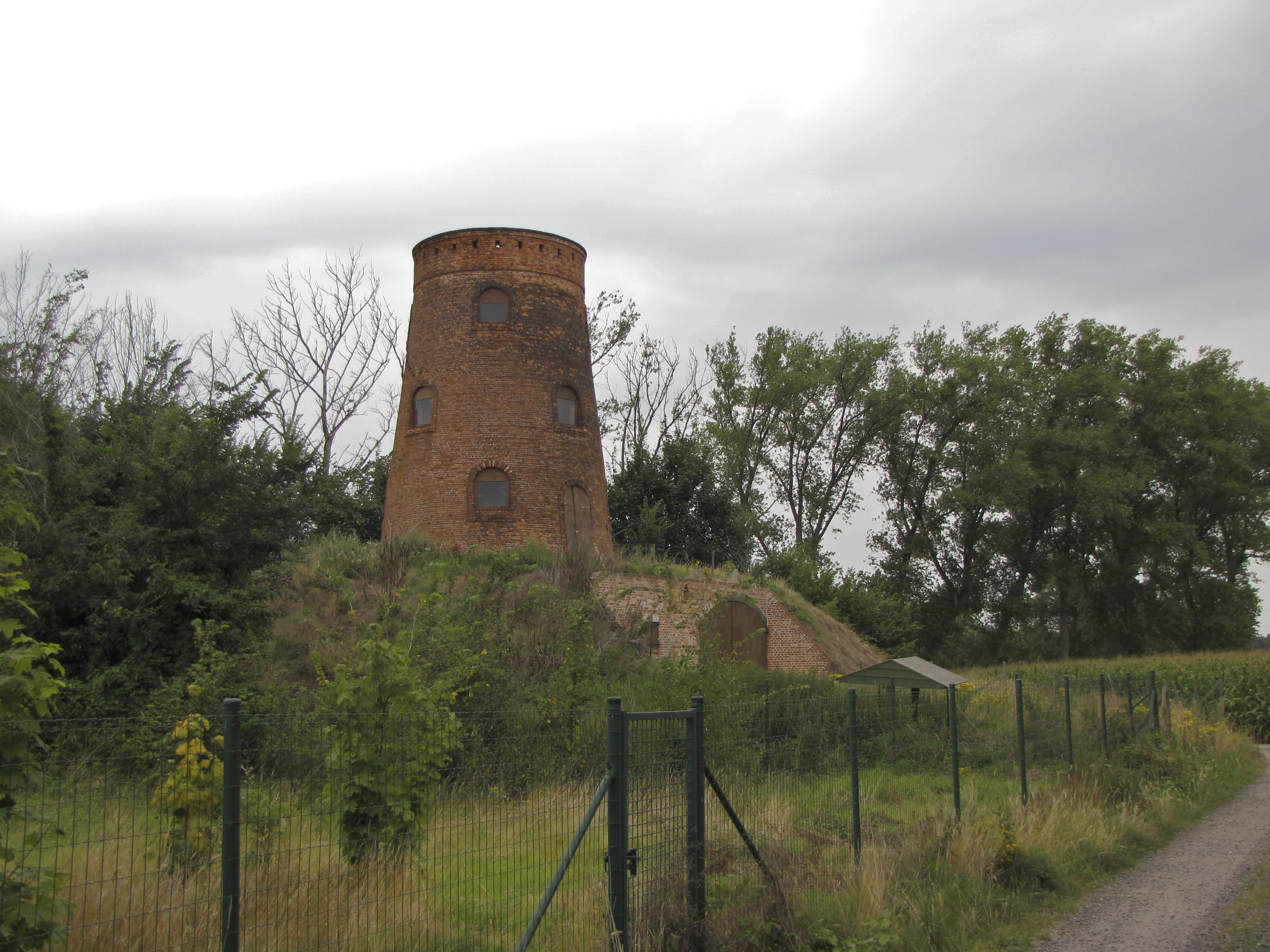
Ter Pannemolen of Gailliaertmolen

## Politiek
Koolkerke had een eigen gemeentebestuur en burgemeester tot de gemeentelijke fusie van 1971. De laatste burgemeester was Maurice De Grande.

## Nabijgelegen kernen
Dudzele, Damme